# Adangbe
Cet article concerne l'adangbe ou agotime, une langue gbe. Pour la langue kwa également nommée adangme ou adangbe, voir Adangme (langue).
L’adangbe, agotime, adan, adantonwi ou dangbe est une langue en danger faisant partie du groupe des langues gbe. Elle est parlée sur la rive gauche de la Volta au Ghana et au Togo par les ethnies des Adans et des Agotimes. Elle ne possède pas de système d'écriture.